# رود گوادیانا
رود گوادیانا رودی است به Gulf of Cádiz می‌ریزد. این رود از کشور پرتغال می‌گذرد.